# Де Соуза, Эрика
Эрика Кристина де Соуза (порт. Érika Cristina de Souza, род. 9 марта 1982, Рио-де-Жанейро, штат Рио-де-Жанейро, Бразилия) — бразильская профессиональная баскетболистка, выступающая на позиции центрового. Неоднократный призёр многих международных соревнований в составе национальной сборной Бразилии. Участница олимпийских игр (2004, 2012, 2016). Чемпионка ВНБА (2002) и Евролиги ФИБА (2011).

## Биография
Эрика Соуза в детстве играла в различные виды спорта, пока в 15 лет баскетбольный тренер не присмотрел за ней. В 16 лет Эрику приглашают в «БСН/Озаску», где она начинает выступать в чемпионате Бразилии и постоянно привлекаться в состав национальной сборной различных возрастов.

### Клубная карьера
В 2001 году, в составе «Васко да Гама», Эрика выигрывает чемпионат Бразилии. Следующий год насыщен событиями, имеющие свою уникальность. Осенью 2002 года баскетболистка становится чемпионкой ВНБА, возвращается на родину и в январе 2003 года выигрывает чемпионат Бразилии, а затем переезжает в Европу, где выступая с февраля по май 2003 года за «МиЗо Печи ВШК», побеждает в чемпионате Венгрии. Немного передохнув, Эрика заканчивает баскетбольный марафон выступлениями за сборную Бразилии: с 25 июля по 3 августа на молодёжном чемпионате мира и с 17 по 21 сентября на чемпионате Америки.
После очередного первенства Бразилии, закончившегося в январе 2004 года, Эрика снова приезжает в Старый Свет, где остаётся вплоть до 2012 года. В своей дальнейшей европейской карьере де Соуза играет только за испанские клубы, с которыми она побеждает во многих турнирах. На счету бразильянки 6 титулов чемпионата Испании, 3 «серебряные» медали, 5 раз поднимала над своей головой кубок Испании. Также Эрика может похвастать своими личными достижениями:
- 2005/06 — лучший игрок года, лучший центровой, лучший иностранный игрок и попадание в «символическую пятёрку»[2],
- 2008/09 — лучший центровой, лучший иностранный игрок и попадание в «символическую пятёрку»[3],
- 2010/11 — попадание в «символическую пятёрку»[4],
- 2011/12 — попадание в «символическую пятёрку»[5].

Наиболее значимые вклады в победах своей команды являются такие матчи, как финальная серия чемпионата Испании сезона 2010/11, где де Соуза в двух играх набрала больше всех очков 29 и 19 соответственно, а также подборов по 12; финал кубка Испании — 2012, Эрика набирает 17 очков и делает 13 подборов.
В Евролиге баскетболистка 3 раза играет в финальных матчах и только в 2011 году она становится победителем лиги.
В 2012 году, после окончания очередного сезона в заокеанской лиге, Эрика меняет Европу на родную Бразилию и становится чемпионкой национального первенства, при этом выдаёт блестящую игру в финальных матчах против «Американа» (10 очков и 12 подборов — в первой игре и 16 очков, 10 подборов — во второй). Как следствие успешного выступления, де Соузу признают лучшим игроком Бразилии, лучшим центровым и «символическая пятёрка».

#### WNBA
В 2002 году, в качестве свободного агента, Эрика де Соуза подписывает контракт с «Лос-Анджелес Спарксом», с которым становится чемпионом ВНБА. Следующее появление в заокеанской лиге пришлось ждать 5 лет, «Коннектикут Сан» выкупил её в обмен на Тадж МакУильямс-Франклин. Появлялась на площадке в 32 играх, была вторым в команде по блок-шотам (29).
В сезоне 2008 года подписывает контракт с «Атлантой Дрим», за которую выступает по настоящее время. В первом сезоне, из-за перелома ноги, пропустила вторую половину чемпионата. 23 мая 2008 года в матче против «Детройт Шок» установила клубный рекорд по количеству подборов одной игре — 18. 2009 год в ВНБА стал ещё более успешным в её карьере: принимает участие в матче «Всех звёзд», занимает первое место в WNBA по подборам на чужом щите (119) и всего подборов (309), а также второе место в WNBA по подборам в среднем за матч (9,1). В 2010 и 2011 году Эрика де Соуза вместе с командой доходит до финала первенства ВНБА.
На 2012 год является лидером «Атланты Дрим» по подборам (1034) и блок-шотам (171).
| Клуб                                 | Сезон | Чемпионат | Чемпионат | Чемпионат | Чемпионат | Плей-офф | Плей-офф | Плей-офф | Плей-офф |
| Клуб                                 | Сезон | Игр       | Очк       | Подб      | Перед     | Игр      | Очк      | Подб     | Перед    |
| ------------------------------------ | ----- | --------- | --------- | --------- | --------- | -------- | -------- | -------- | -------- |
| «Лос-Анджелес Спаркс» (Лос-Анджелес) | 2002  | 11        | 1,1       | 1,3       | 0,2       | 1        | 3        | 1        | 0        |
| «Коннектикут Сан» (Анкасвилл)        | 2007  | 32        | 4,2       | 3,0       | 0,4       | 1        | 0        | 0        | 1        |
| «Атланта Дрим» (Атланта)             | 2008  | 12        | 9,3       | 6,6       | 0,7       | -        | -        | -        | -        |
| «Атланта Дрим» (Атланта)             | 2009  | 34        | 11,8      | 9,1       | 1,1       | 2        | 11,5     | 7,0      | 1,0      |
| «Атланта Дрим» (Атланта)             | 2010  | 34        | 12,4      | 8,3       | 0,9       | 7        | 10,3     | 8,3      | 1,1      |
| «Атланта Дрим» (Атланта)             | 2011  | 32        | 11,8      | 7,5       | 1,0       | 5        | 11,0     | 11,4     | 1,4      |
| «Атланта Дрим» (Атланта)             | 2012  | 15        | 11,6      | 8,2       | 1,6       | 3        | 8,7      | 6,3      | 0,3      |
| «Атланта Дрим» (Атланта)             | 2013  | 34        | 12,9      | 9,9       | 1,3       | 8        | 11,0     | 9,9      | 1,3      |
| «Атланта Дрим» (Атланта)             | 2014  | 33        | 13,8      | 8,7       | 1,2       | 3        | 12,7     | 5,3      | 0,7      |

### Сборная Бразилии
С 1998 года Эрика де Соуза выступает за юниорскую сборную Бразилии. Первый значительный успех в национальной команде у баскетболистки случился в 2003 году, когда молодёжная сборная выиграла серебряные медали на чемпионате мира. В том первенстве наибольший вклад Эрика сделала в полуфинальном матче против «хозяек» сборной Хорватии, когда больше всех набрала очков (22) и подборов (14). Через месяц де Соуза «дебютирует» во взрослой сборной и побеждает в чемпионате Америки. В 2004 году выступает на Олимпийских играх в Афинах, в 2008 году пропускает Олимпиаду из-за травмы ноги.
На чемпионате мира в 2010 году сборная Бразилии занимает 9-е место, при этом Эрика является лидером первенства по среднему количеству подборов за матч — 12,0. В следующем году де Соуза выигрывает чемпионат Америки, где её признали MVP турнира.
На Олимпиаде — 2012 национальная сборная обосновывается на 9-м месте, но де Соуза опять лучшая среди всех игроков на турнире, уже по набранным очкам — 16,2. Через два года на чемпионате мира в Турции баскетболистка вновь лучшая в национальной команде по набранным очкам (10,8) и подборам (8,5).
| Сборная              | Сезон | Место | Чемпионат | Чемпионат | Чемпионат | Чемпионат |
| Сборная              | Сезон | Место | Игр       | Очк       | Подб      | Перед     |
| -------------------- | ----- | ----- | --------- | --------- | --------- | --------- |
| ЧМ (до 19 лет)       | 2001  | 7     | 7         | 16,1*     | 10,9*     | 0,1       |
| ЧМ (до 21 лет)       | 2003  | 2     | 8         | 12,4*     | 7,8*      | 0,6       |
| ЧЮАм                 | 2005  | 1     | 5         | 18,6      | ?         | ?         |
| ЧЮАм                 | 2006  | 1     | 5         | 19,6*     | 12,0*     | 0,6       |
| Чемпионат Америки    | 2003  | 1     | 2         | 2,5       | 1,0       | 1,5       |
| Чемпионат Америки    | 2005  | 2     | 5         | 15,4      | 10,4*     | 0,4       |
| Чемпионат Америки    | 2011  | 3     | 6         | 16,2*     | 8,0*      | 1,8       |
| Чемпионат Мира       | 2002  | 7     | 2         | 4,5       | 4,0       | 0         |
| Чемпионат Мира       | 2006  | 4     | 6         | 5,7       | 3,8       | 0,2       |
| Чемпионат Мира       | 2010  | 9     | 8         | 16,6*     | 12,0*     | 1,6       |
| Чемпионат Мира       | 2014  | 11    | 4         | 10,8*     | 8,5*      | 0,8       |
| Олимпиада            | 2004  | 4     | 7         | 7,0       | 3,7       | 0,1       |
| Олимпиада            | 2012  | 9     | 5         | 16,2*     | 8,8       | 2,4       |
| Даймонд Болл         | 2004  | 3     | 1         | 2         | 6         | 0         |
| Панамериканские игры | 2011  | 3     | 4         | 13,6      | 12,4      | 1,4       |

* — лучший показатель в команде

## Достижения
- Бронзовый призёр Панамериканских игр: 2011
- Чемпион Америки: 2001, 2003, 2011
- Серебряный призёр чемпионата Америки: 2005
- Чемпион Южной Америки: 2005 2006
- Серебряный призёр молодёжного чемпионата мира: 2003
- Чемпион WNBA: 2002
- Финалист WNBA: 2010, 2011, 2013
- Победитель  Евролиги ФИБА: 2011
- Серебряный призёр Евролиги ФИБА: 2007, 2010
- Чемпион Бразилии: 2001, 2002, 2013
- Чемпион Венгрии: 2003
- Чемпион Испании: 2005, 2007, 2008, 2009, 2010, 2011
- Серебряный призёр чемпионата Бразилии: 2003, 2014, 2015
- Серебряный призёр чемпионата Испании: 2004, 2006, 2012
- Обладатель  кубка Венгрии: 2003
- Обладатель  кубка Испании: 2007, 2008, 2009, 2010, 2012.